# Gheorghe Ene II
Gheorghe Ene II (n. 27 ianuarie 1937 – d. 6 aprilie 2009) a fost un fotbalist și antrenor român. A fost golgheterul Diviziei A ediția 1958-1959, marcând 17 goluri pentru Rapid București.

## Prezentare generală a carierei

### Club
Dinamo București
- Liga I (4): 1961–62, 1962–63, 1963–64 , 1964–65[1]
- Cupa României (1): 1963–64[2]

### Națională
- 3 meciuri, 0 goluri.

### Individual
- Meciuri jucate în Divizia A: 227 meciuri - 116 goluri
- Golgeter al Diviziei A: 1958-59 cu Locomotiva București